# Vilho A. Pesola
Vilho Aleksanteri Pesola, född 20 november 1892 i Åbo, död 1983, var en finländsk biolog, och bror till kompositören Väinö Pesola. Han var professor vid forskningscentret för agrikultur, växtförädlare och förman för Suomen Nuorison Liitto. Han använde sig av Madison Grants pessimistiska raslära. Pesola antog att finnarna tillhörde den nordiska rasen; han ansåg att rasens positiva drag hotades av krigiska tendenser 1939, och detta drabbade i synnerhet de ädlaste manliga elementen i folken. Även Madison Grant hade ansett att de bästa hade stupat under första världskriget, medan de sämsta hade fortplantat sig. Andra världskriget skulle enligt Pesola betyda undergång. 